# Human accelerated regions
Human accelerated regions (HAR's) zijn segmenten van het menselijk genoom die gemeenschappelijk zijn voor alle gewervelden, maar die opmerkelijke verschillen vertonen bij de mens. Deze segmenten kunnen één of meerdere genen omvatten.
HAR's werden voor het eerst beschreven in 2006, op basis van een onderzoek van Katherine S. Pollard van de Universiteit van Californië. Ze worden opgespoord door speciale programma's die door de reusachtige genoomdatabases van de verschillende soorten lopen en die vergelijken. 
Momenteel zijn er 49 dergelijke segmenten beschreven, HAR1 tot en met HAR49 genummerd, in volgorde van afnemend verschil in de nucleotidesamenstelling tussen de mens en de chimpansee, ons meest nauwe evolutionaire verwant. De verschillen worden verklaard door een hoge frequentie van mutaties in deze segmenten, en liggen waarschijnlijk aan de basis van de ontwikkeling van menselijke neuroanatomie, onze intelligentie en onze taal.
Verscheidene van deze HAR's omvatten genen waarvan men weet dat ze coderen voor eiwitten die betrokken zijn in de ontwikkeling van de hersenen. Anderzijds draagt het segment HAR1, die het meest uitgesproken verschil vertoont, onder andere het RNA-gen HAR1F, actief in de ontwikkeling van het brein. 